# 360 aC
El 360 aC va ser un any del calendari romà prejulià.

## Esdeveniments
- Plató escriu els diàlegs Timeu i Críties, que inclouen la primera menció de l'Atlàntida.[1]
- Va ser l'any del consolat de Marc Fabi Ambust i Gai Peteli Libó Visol. Marc Fabi Ambust va vèncer els hèrnics, i Gai Peteli va obtenir una victòria sobre els gals a Tibur. Quan van tornar a Roma els dos cònsols van celebrar un doble triomf.[2]
- Quint Servili Ahala va ser nomenat dictador per combatre els gals, als que va vèncer prop de la Porta Col·lina.[3]
- Mort de Perdicas III, rei de Macedònia, en una batalla contra els il·liris.[4]

## Naixements
- Pirró d'Elis, filòsof iniciador de l'escepticisme.[5]
- Autòlic de Pítana, matemàtic. Va influir en Euclides.[6]
- Cal·lístenes d'Olint, historiador, nebot d'Aristòtil. Va acompanyar Alexandre el Gran a Àsia.[7]